# Bertil von Wachenfeldt
Johan Bertil Karl von Wachenfeldt (Storvik, 4 marzo 1909 – Göteborg, 30 settembre 1995) è stato un velocista svedese, medaglia di bronzo nei 400 m agli europei del 1934 e nella staffetta 4x400 m negli stessi europei e nei successivi del 1938..

## Biografia
Atleta specializzato nella velocità, specificatamente nei 400 metri.
Presente ad Amsterdam ai Giochi olimpici del 1928 nella staffetta 4×400 metri raggiunse la finale e con Björn Kugelberg, Erik Byléhn e Sten Pettersson, sfiorò il podio, piazzandosi al quarto posto.
Si piazzò al terzo posto nei 400 metri piani agli europei del 1934 dietro il tedesco Adolf Metzner e il francese Pierre Skawinski, da cui fu superato in allungo.
Nella staffetta 4×400 metri con Sven Strömberg, Pelle Pihl e Gustaf Eriksson vinse la medaglia di bronzo per la Svezia.
Ai Giochi olimpici del 1936 si fermò ai quarti di finale, piazzandosi al quarto posto. Insieme a Sven Strömberg, Per-Olof Edfeldt e Olle Danielsson arrivò quinto nella staffetta 4x400 metri.
Vinse la medaglia di bronzo nella staffetta 4x400 metri a Parigi agli europei del 1938 con i compagni di squadra Lars Nilsson, Carl Hendrik Gustafsson e Börje Thomasson, giungendo all'arrivo dopo Germania e Regno Unito.
Vinse il titolo nazionale dei 400 metri nel 1935 e nel 1938.

## Progressione

### 400 metri
Bertil von Wachenfeldt è stato presente per 3 stagioni nella top 25 mondiale dei 400 m.
| Stagione | Tempo | Luogo     | Data     | Rank. Mond. |
| -------- | ----- | --------- | -------- | ----------- |
| 1937     | 47"8  | Stoccolma | 7-9-1937 | 22º         |
| 1935     | 48"2  | Stoccolma | 7-9-1935 | 24º         |
| 1934     | 48"0  | Torino    | 8-9-1934 | 20º         |

## Palmarès
| Anno | Manifestazione  | Sede      | Evento  | Risultato             | Prestazione | Note |
| ---- | --------------- | --------- | ------- | --------------------- | ----------- | ---- |
| 1928 | Giochi olimpici | Amsterdam | 4x400 m | Finale (4º)           | 3'15"8      |      |
| 1934 | Europei         | Torino    | 400 m   | Bronzo                | 48"0        |      |
| 1934 | Europei         | Torino    | 4x400 m | Bronzo                | 3'16"6      |      |
| 1936 | Giochi olimpici | Berlino   | 400 m   | Quarti di Finale (4º) | 48"5        |      |
| 1936 | Giochi olimpici | Berlino   | 4x400 m | Finale (5º)           | 3'13"0      |      |
| 1938 | Europei         | Parigi    | 4x400 m | Bronzo                | 3'17"3      |      |

## Campionati nazionali
- 2 volte campione svedese nei 400 metri piani (1935, 1938)

1935
- Oro ai Campionati svedesi nei 400 m - 49"0

1936
- Argento ai Campionati svedesi nei 400 m - 49"5

1937
- Bronzo ai Campionati svedesi nei 400 m - 49"5

1938
- Oro ai Campionati svedesi nei 400 m - 48"3